# 韓茂
韓 茂（かん ぼう、生年不詳 - 456年）は、北魏の軍人。字は元興。本貫は安定郡安武県。

## 経歴
韓耆の子として生まれた。若くして膂力は人に優れ、騎射を得意とした。明元帝が丁零の翟猛に対して親征すると、韓茂は従軍して中軍執幢をつとめた。ときに突風が起こって、諸軍の旌旗はみな倒れたが、韓茂は馬上で旗を持って、傾けることがなかったため、明元帝の目に留まった。行在所に召して、騎射を試させると、明元帝は韓茂の腕前に感心して、虎賁中郎将に任じた。
426年（始光3年）、太武帝が夏の赫連昌を討つと、韓茂は従軍して勝利を収めた。軍功により蒲陰子の爵位を受け、強弩将軍の号を加えられ、侍輦郎に転じた。427年（始光4年）、夏の統万への攻撃に参加し、これを陥落させた。430年（神䴥3年）、夏の平涼への攻撃に参加し、弓弦に応じて敵兵を倒してみせたため、太武帝に武勇を讃えられた。内侍長に任じられ、九門侯の爵位を受け、冠軍将軍の号を加えられた。435年（太延元年）、楽平王拓跋丕らとともに北燕を攻撃した。438年（太延4年）、太武帝の北伐に従って、柔然をたびたび破った。439年（太延5年）、北涼に対する征戦に参加して、前鋒都将となり、多くの戦功を挙げた。司衛監に転じた。前後の功績により、散騎常侍・殿中尚書に任じられ、安定公の爵位を受け、平南将軍の号を加えられた。
445年（太平真君6年）、高涼王拓跋那とともに相州の陽平郡に駐屯し、冀州の民を徴発して碻磝津に浮橋を造った。446年（太平真君7年）、薛永宗や蓋呉の乱を討った。都官尚書に転じた。450年（太平真君11年）、太武帝の南征に従って懸瓠を攻撃し、宋軍をたびたび撃破した。この南征において、韓茂は高涼王拓跋那とともに青州に進出した。魏軍が淮水を渡ると、降伏する者が相次ぎ、韓茂は徐州刺史に任じられて降人の慰撫にあたった。太武帝が平城に帰還すると、韓茂は侍中・尚書左僕射となり、征南将軍の号を加えられた。452年（正平2年）、太武帝が死去すると、宋の檀和之が済州に進攻してきたため、韓茂は南安王拓跋余の命を受けて討伐に向かった。済州に進軍すると、檀和之は退却した。
文成帝が即位すると、韓茂は尚書令に任じられ、侍中・征南大将軍の任を加えられた。韓茂は沈毅で篤実な性格で、学問はなかったが、その議論は理にかなっていた。将軍としては、兵をいたわり、武勇は当時に冠して、朝廷に称揚された。456年（太安2年）夏、太子少師を兼ねた。冬に死去した。涇州刺史の位を追贈され、安定王に追封された。諡は桓王といった。

## 子女
- 韓備（長子、字は延徳、江陽男、揚烈将軍、行唐侯、冠軍将軍・太子庶子、寧西将軍、典遊猟曹、散騎常侍、安定公・征南大将軍）
- 韓均（字は天徳、范陽子・寧朔将軍、金部尚書、安定公・征南大将軍、定州刺史、青冀二州刺史、広阿鎮大将、定州刺史）
- 韓天生（内厩令、典龍牧曹、持節・平北将軍・沃野鎮将）

## 伝記資料
- 『魏書』巻51 列伝第39
- 『北史』巻37 列伝第25